# Nyilatkozat a horvát irodalmi nyelv nevéről és helyzetéről

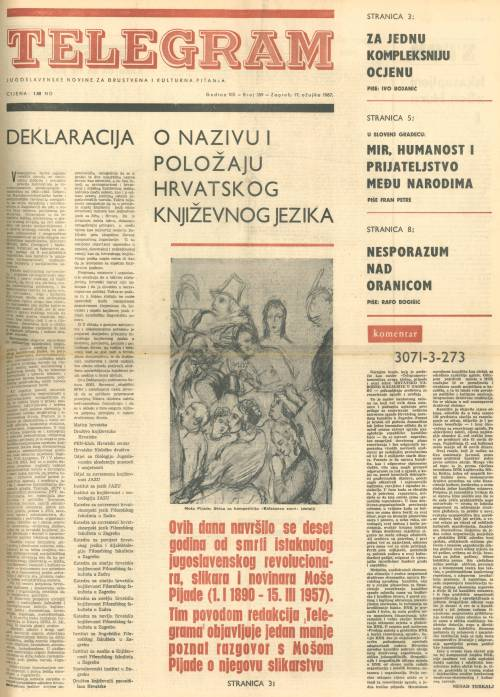
A "Telegram" folyóirat 1967. március 17-i száma címlapján "A horvát irodalmi nyelv nevéről és helyzetéről" szóló nyilatkozattal.

A Nyilatkozat a horvát irodalmi nyelv nevéről és helyzetéről (a továbbiakban: „Nyilatkozat”) a horvát nyelvészek 1967-ben megjelent kiáltványa, akik elégedetlenek voltak a megjelent szótárak és azon írásmódok miatt, amelyekben a nyelvet az újvidéki egyezménynek megfelelően szerb-horvátnak/horvát-szerbnek nevezték, és – igaz, nagyon fokozatosan – igyekeztek elérni, hogy a horvátok olyan nyelvet beszéljenek, amely csak a szerb nyelv helyi változata lesz.
Az újvidéki megállapodás nem tetszett a horvát nyelvészeknek, még azoknak sem, akik nem akartak azonnal nyilvánosan ellenkezni, és aláírták azt. Ezért Nyilatkozatot adtak ki, amelyben kifejezték negatív véleményüket az újvidéki megállapodással kapcsolatban. A dokumentumot 18 horvát tudományos és kulturális intézmény írta alá, köztük a Matica hrvatska, a Horvát Írószövetség, a Horvát Filológiai Társaság és a Jugoszláv Tudományos és Művészeti Akadémia Nyelvi Intézete.

## A Matica hrvatska szerepe
A Matica hrvatska társadalmi-politikai tevékenységének felerősödése már 1967-ben megkezdődött, amikor Jakša Ravlić lett az elnöke. Március 13-án a Večernji list című lap egy rövid hirdetményt tett közzé a Horvát Írószövetség plénumáról „Gyűlés helyett írói plénum” címmel és napirenddel. A napirend második pontja: A kulturális intézmények fellépése a közös nyelv problémáival szembeni közös magatartás kialakítása érdekében. Az ülést délután tartották, melyen a Nyilatkozat szövegét egyhangúlag támogatták, majd ugyanígy történt a Jugoszláv Tudományos és Művészeti Akadémia (JAZU) Nyelvi Intézetben, a JAZU Filológiai Tanszéken és más intézményekben tartott összejöveteleken.
1967. március 17-én a zágrábi Telegram folyóiratban meg is jelent a Nyilatkozat a horvát irodalmi nyelv nevéről és pozíciójáról, amely az újvidéki egyezmény döntései révén a horvát nyelv egyenlőtlen helyzetére figyelmeztetett, és követelte Jugoszlávia népei (szlovén, horvát, szerb és macedón) összes nyelvének egyenlőségét. A Vjesnik március 19-iki áttekintő vasárnapi számában egy egész oldalas szöveg jelent meg a Nyilatkozatról, és a Nyilatkozat szövegével együtt egy szerkesztői kommentár is megjelent „Politika és nem nyelvészet” címmel, valamint egy szöveg az újvidéki megállapodás megkötéseivel. A szerkesztői kommentárban a Nyilatkozat aláíróit és megfogalmazóit összeesküvés cselekményével vádolták, amelyet az akkoriban egyedüliként engedélyezők tudta és engedélye nélkül hajtottak végre „politikai tényezők Horvátországban”.
Ezt követően tartották meg Belgrádban a Szerbiai Írószövetség plénumát, ahol a horvát Nyilatkozatra reagálva elfogadtak egy második nyilatkozatot is (ez később a „gondolkodási javaslat” néven lett ismert). A szerb írók elfogadták a Nyilatkozat alapállásait, és javasolták a szerb nyelv elnevezés bevezetését Szerbiában és a szerbeknél.
A Nyilatkozat szövegének megszövegezői és aláírói között volt számos horvát értelmiségi, aki a Matica hrvatska és más neves tudományos intézmények (Horvát Írószövetség, a Horvát Műfordítók Társasága, a JAZU Nyelvi Intézete, a Filozófiai Kar, a Horvát Emigránsok Szövetsége, Horvát Munkásmozgalom Történeti Intézete stb.) köré csoportosult.
A Nyilatkozat fő állítása az volt, hogy a „szerb-horvát vagy horvát-szerb nyelv” megfogalmazásának homályos volta a Jugoszláv Szocialista Köztársaság (JSZK) alkotmányában lehetővé tette a szerb irodalmi nyelvnek a szerbek és horvátok egységes nyelveként való erőszakos kikényszerítését. Közvetlenül a Nyilatkozat közzététele után éles válasz érkezett a hatóságok részéről. A Nyilatkozatot a legmagasabb szinteken, sőt a Horvát Köztársaság parlamentjében is megvitatták. Aláíróit keményen támadták és elítélték, különösen a Maticát és annak intézményi tagságát. Ám a Jugoszláv Kommunisták Szövetsége (JKSZ) akkori vezető köreinek heves reakciója és azoknak a negatív következményeknek ellenére, amelyeket Matica közvetlenül ezt követően érzett munkájában, ez az esemény jelentette tagjainak nyílt részvételének kezdetét az alapvető horvát nemzeti érdekekért folytatott harcban. A jeles horvát nyelvész, Stjepan Babić azon a véleményen van, hogy Vladimir Bakarić, az akkori horvát kommunista főtitkár tudott a Nyilatkozat előkészítéséről, és az akkori JSZK-ban uralkodó zűrzavarban bizonyos mértékig még felelős is volt elfogadásáért, legalábbis oly módon, hogy nem tettek lépéseket annak megakadályozására. 

## A nyilatkozat követelései
A Nyilatkozat abból az álláspontból indul ki, hogy a nemzeti szuverenitás és a jugoszláv népek teljes egyenjogúságának elve magában foglalja e népek mindegyikének jogát a nemzeti lét minden attribútuma megőrzésére, és nemcsak a gazdasági, hanem a kulturális tevékenység fejlesztésére is.
„E tulajdonságok között döntően fontos szerepet játszik a horvát nép által használt nyelv nemzeti elnevezése, mert minden nemzetnek elidegeníthetetlen joga, hogy nyelvét saját nevén nevezze, függetlenül attól, hogy filológiai jelenségről van-e szó, egy külön nyelvváltozat formája, vagy akár teljesen más emberekhez tartozik."
A Nyilatkozat kimondja, hogy az újvidéki megállapodás szövegének bizonyos pontatlanságai a gyakorlatban lehetővé tették a megállapodás alapelveinek megkerülését, eltorzítását és megsértését; megjelent az egységes „államnyelv” koncepciója is, ahol ezt a szerepet a gyakorlatban a szerb irodalmi nyelvnek szánták, amit a nyilvános és tömegkommunikációs eszközökkel, a szervezetek, a Jugoszláv Néphadsereg (JNA) nyelvgyakorlatával, a szövetségi közigazgatással, törvénykezéssel, diplomáciával és politikai eszközökkel értek el. Ez a horvát irodalmi nyelvet a helyi nyelvjárás egyenlőtlen helyzetébe hozza. Ezért a horvát kulturális és tudományos intézmények azt követelik, hogy az alkotmány teremtse meg a négy irodalmi nyelv – a szlovén, a horvát, a szerb és a macedón – nyilvános és kétségtelen egyenjogúságát a Jugoszláv Szocialista Szövetségi Köztársaságban, és hogy a nemzeti nyelvek jogait megfelelő módon biztosítsák.
A második követelmény a horvát irodalmi nyelv következetes használatának biztosítása volt az oktatásban, az újságírásban, a közéletben és a politikai életben, a rádióban és a televízióban ott, ahol a horvát lakosság érintett, valamint hogy a tisztviselők, tanárok és közmunkások, függetlenül attól, hogy honnan jöttek, hivatalosan annak a környezetnek az irodalmi nyelvét használják, amelyben működnek.

## A nyilatkozat elítélése
A szöveg közzététele éles és negatív reakciót váltott ki mind a horvát pártvezetés konzervatív részéről, mind a JKSZ Központi Bizottságából, de még magától Josip Broz Titóból is, ami „felesleges feszültségeket és nehézségeket” okozott a horvát politikai vezetés felkészületlen liberális szárnya számára.
Mi, elvtársak, nem a nyelvtanból, ebből vagy abból a nyelvjárásból élünk, hanem abból, amit dolgozó népünk alkotó kezei alkotnak...  Fontos, hogy az emberek fogalmilag megértsék egymást, legyen közös elképzelésük, mely előrevezeti őket... Titokban dolgoztak a Nyilatkozat előkészítésén, és hirtelen hátba támadtak bennünket! Nem dolgozhatunk így tovább! Ma egész Jugoszlávia és elsősorban a horvát nép felháborodik az ilyen akciókon!  (Josip Broz Tito)
Március 31-én a Parlamentben Vladimir Bakarić ezt mondta a Nyilatkozatról:
„A közösséggel és a forradalom jelenlegi szakaszával szemben ellenséges a nyilatkozat.”
A horvát irodalmi nyelv nevéről és helyzetéről szóló nyilatkozat szövegének megjelenését a horvát politikai vezetésben Miloš Žanko köré tömörült unitarista erők arra használták ki, hogy kemény intézkedéseket követeljenek a Nyilatkozatot aláíró intézményekkel és magánszemélyekkel szemben. A JSZK pártvezetése is megvitatta a Nyilatkozatot; bár a vitában az álláspontok nem egyeztek meg teljesen (Edvard Kardelj például ellenezte a szankciókat, és azzal érvelt, hogy hiba volt, hogy a nyelvi egyenlőség kérdését az előző alkotmány még nem oldotta meg), az uralkodó vélemény az volt, hogy a Nyilatkozatot aláírókat meg kell büntetni, mert „politikailag káros, nacionalista tettet” műveltek. Ezért a Horvát Kommunista Szövetség (HKSZ) Központi Bizottságában a nemzeti áramlat kénytelen volt szankciókat bevezetni a Nyilatkozat főszereplői ellen, és előkészíteni a Központi Bizottság külön plénumát, amelyen elítélik a Nyilatkozat követeléseit, bár elvileg a politikai vezetők közül korábban sokan az abban kifejtett nézetek mellett döntöttek.

Az egységes Jugoszlávia hívei számára a nyilatkozat a veszélyes horvát nacionalizmus példája maradt. Így hát Stipe Šuvar a JSZK elnökségi tagjaként 1987-ben azt mondta: 
A horvát nacionalizmus 71 után az ujjaira tette a kezét, és hallgatott, de alattomosan újra terjedt... A horvát nacionalizmus akciója már meghozta mérgező gyümölcseit. A stratégiai cél, amelyen 1971 után kitartóan és szisztematikusan dolgoztak, már nem zajos, hanem csalóka módon bontja meg a horvát és hazánk más nyelvet beszélő népeinek, horvát illetve a szerb, vagyis a szerb-horvát nyelvet változatos eltéréssel beszélő népek nyelvi egységét. ..A horvát nacionalisták kitartóan küzdenek egy külön (nemzeti) horvát nyelvért.

## Miroslav Krleža szerepe

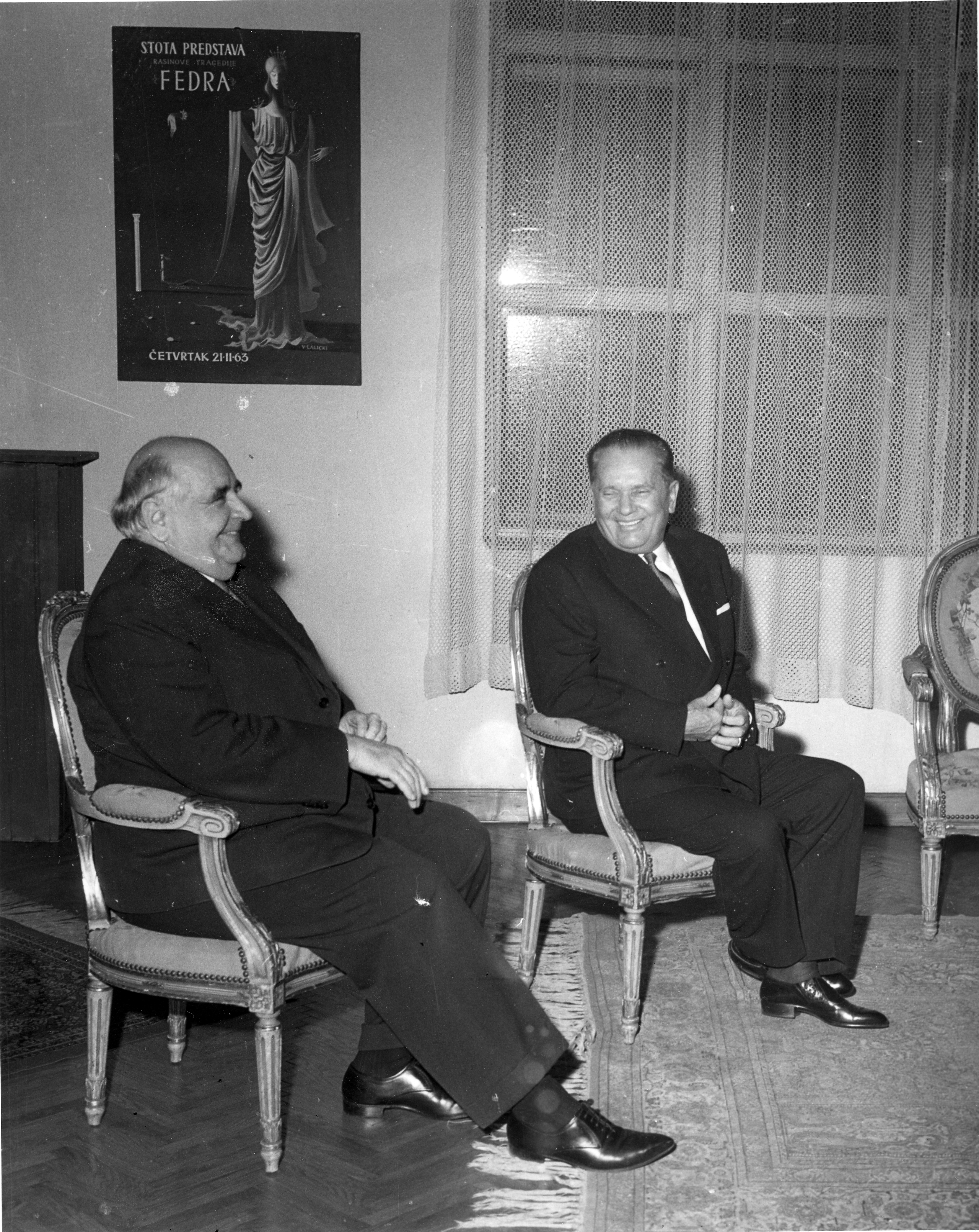
Miroslav Krleža a Jugoszláv Kommunisták Szövetségében elfoglalt előkelő pozícióját és Josip Broz Titóval ápolt személyes barátságát a horvát nyelv identitásának védelmére használta fel: Krleža védelme nélkül a horvát irodalmi nyelv nevéről és helyzetéről szóló Nyilatkozatot nehéz lett volna érvényesíteni.

Mivel Miroslav Krleža is aláírta a Nyilatkozatot, és sok aláíró ezt a tényt érvként használta saját aláírásához, Horvátország politikai vezetése szembesült azzal a problémával, hogy megfelelően meg kell büntetni Krležát, aki akkoriban a Horvát Kommunista Szövetség Központi Bizottságának is tagja volt. Josip Broz Tito azonban nem engedte, hogy ezt a kérdést politikai szinten oldják meg. Meghívta Krležát Belgrádba (a találkozón Miko Tripalo is jelen volt), és felajánlotta neki, hogy visszavonhatja aláírását. Ebben a hosszú beszélgetésben Krleža számos példát hozott Broznak a horvát irodalmi nyelv elhanyagolására, ezzel is megmagyarázva a Nyilatkozat követeléseinek indokoltságát, bár elvileg egyetértett Brozzal abban, hogy maga a nyilatkozat megfogalmazása és demonstratív bemutatása a nyilvánosság előtt nem volt bölcs politikai tett, mert felboríthatta a nemzeti érdekek akkori érzékeny egyensúlyát Jugoszláviában. Kitartott azon álláspont mellett is, hogy minden nemzetnek joga van nyelvét nemzeti nevén nevezni. Kijelentette, hogy aláírásának visszavonása ellentétes lenne személyes becsületével, és alternatívaként felajánlotta, hogy lemond a Kommunista Szövetség tagságáról. Broz nem fogadta el ezt az ajánlatot, valószínűleg úgy ítélte meg, hogy Krleža tekintélyes íróként, baloldali értelmiségiként és személyes barátjaként túl értékes a Kommunista Szövetség számára ahhoz, hogy így politikailag feláldozzák. Ezért megegyeztek abban, hogy Krležának le kell mondania az HKSZ Központi Bizottsági tagságáról.
Belgrádból hazatérve Krleža levelet írt az HKSZ Központi Bizottsága elnökének, Vladimir Bakarićnak:
„Tisztelt Elnök elvtárs!
A Nyilatkozatot a horvát és szerb nyelv elnevezésére vonatkozó alkotmánymódosítási módozatként írtam alá azzal meggyőződéssel, hogy egy ilyen kérés felvetése teljesen jogos. Azt, hogy ezt minden hátsó szándék vagy politikai kombináció nélkül tettem, vitathatatlannak tartom.
Emiatt az aláírás miatt nevemet gúny tárgyává tették a politikai gyűléseken, iskolákban, gyárakban, sajtóban és nyilvános összejöveteleken, és a legdurvább sértések hangzottak el mondván, hogy párt- és nemzetáruló vagyok, a viszály vetője, nemzeti egység ellensége, egy szenilis kölyök, aki megtagadta saját a múltját és így tovább.
Ötven éves munkámmal és szocialista mozgalmunk keretein belüli tevékenységemmel bizonyítom, hogy mindezek a kemény szavak méltatlanok, és úgy gondolom, hogy ebben a pillanatban hiábavalók.
Elismerem a Kommunisták Szövetsége jogát arra, hogy tagjait fegyelmi felelősségre vonja a politikai kritériumok alapján, de ma, a felzaklatott hangulat közepette, nem vagyok abban a helyzetben, hogy objektíven magyarázzam meg az összes indítékomat. Ezért arra kérem Önt, Elnök elvtárs, hogy tolmácsolja arra irányuló kérésemet a Központi Bizottságnak, hogy távolítsanak el a Központi Bizottságból.
Baráti üdvözlettel:
M. Krleža
Zágráb, 1967. IV. 18.”

## Az aláírók megbüntetése
A felelősségvállalásra felszólító újsághírek, az HKSZ Központi Bizottsága Végrehajtó Bizottságának és más politikai testületek ülése után megkezdődött a Nyilatkozat aláíróinak szankcionálása. Vlatko Pavletićet, a Horvát Írószövetség elnökét kizárták a Kommunista Szövetség Városi Bizottságából. Április 4-én a Studentski list folyóirat határozatokat tett közzé a Nyilatkozat azon aláíróinak megbüntetéséről, akik a HKSZ tagjai voltak. Április 7-én bejelentették, hogy Dalibor Brozovićot, Petar Šegedint, Jakša Ravlićot, Slavko Mihalićot, Duško Cart, Vojislav Kuzmanovićot, Branko Hećimovićot, Zvonimir Komaricát kizárták a pártból, a Nyilatkozat többi résztvevői pedig megkapták az utolsó figyelmeztetéseket és megrovásokat (megjegyzendő, hogy a párttagság minden társadalmi előrelépés előfeltétele volt, a szerkesztői, egyetemi tanári, iskolaigazgatói vagy bármilyen más társadalmilag előkelő pozícióba való előmenetel ekkor teljesen el volt zárva a „nem tagok” elől). Krleža levelét nem olvasták fel a Központi Bizottságban a Nyilatkozatnak szentelt plénumon. Bakarić csak arról tájékoztatta a jelenlévőket, hogy Krleža írásban benyújtotta lemondását, és azt vita nélkül elfogadták. Április 20-án Vjesnik folyóirat bejelentette Krleža írásos lemondását a HKSZ Központi Bizottságában betöltött tagságáról.
Azok a fejlődési utak, amelyeken Horvátország akkoriban elindult, nemcsak a nagyszerbeknek és az egységpártiaknak – ami érthető – nem tetszettek, hanem általában a jugoszláv kommunistáknak és a horvát kommunisták körében kialakult konzervatív áramlatnak sem, mert nemcsak Horvátországban, hanem egész Jugoszláviában is veszélybe került a rezsim és a rend. Majdnem öt évvel 1967 márciusa után, 1971 decemberében a Nyilatkozatot követő erőszakhullám megismétlődése kezdődött, csak ezúttal hevesebb, durvább, átfogóbb formában, nemcsak írók és filológusok ellen, hanem mindenki és minden ellen. Zaklatás, elbocsátás a munkából, letartóztatások, több éves börtönbüntetés. Mindez a mindennapok részévé vált és ez az időszak már tovább tartott, és nem csillapodott úgy, mint közvetlenül a Nyilatkozat után. A rendszer megújítására törekvők közül sokan elmenekültek az országból, így Horvátország politikai emigráció újabb lökést kapott.
Miko Tripalo bevallottan húsz év késéssel (1992-ben) azt állította, hogy a Nyilatkozat szövegének közzététele teljesen indokolt volt, mert „egy ilyen rendszerben... nem lehetett bizonyos dolgokat másként beállítani.” Ez az oka annak, hogy – mint zárja – „a nyilatkozat – minden konfliktustól, igazságtalanságtól és félreértéstől függetlenül – nagy szerepet játszott a horvát nép általános emancipációjában és identitásának megőrzésében”.
1972-ben a horvát irodalmi nyelv bekerült a Horvát Szocialista Köztársaság (HSZK) alkotmányának módosításába, amelyen a Stipe Šuvar vezette HKSZ vezetés megpróbált változtatni, de nem sikerült. Horvátországban a horvát nyelv azóta is alkotmányos szintű védelmet élvez.

## A nyilatkozat szövege
A nyilatkozat szövegét a Matica Hrvatska héttagú vezetőségében írták, melynek tagjai Miroslav Brandt, Dalibor Brozović, Radoslav Katičić, Tomislav Ladan, Slavko Mihalić, Slavko Pavešić és Vlatko Pavletić voltak, a szövegezésben részt vett még a Horvát Írószövetség elnöke és a Matica hrvatska kiadványainak szerkesztője is.
A „Telegram” című jugoszláv társadalmi és kulturális témákkal foglalkozó folyóirat 1967. március 17-i számában megjelent szöveg a következő volt: 
„A délszláv népek évszázados küzdelme a nemzeti szabadságért és a társadalmi igazságosságért az 1941-1945 közötti időszakban forradalmi átalakulásban csúcsosodott ki. A Nemzeti Felszabadítási Harc és a szocialista forradalom eredményei lehetővé tették Jugoszlávia minden nemzetének és nemzetiségének, hogy történelmi létének új szakaszába lépjen. A szlovének, horvátok, szerbek, montenegróiak és macedónok a szocializmus alapelveire támaszkodva elfogadták a hat szocialista köztársaságból álló szövetségi uniót a kölcsönös egyenlőség, a kölcsönös testvériség és a szocialista együttműködés garanciájaként, hogy minden embernek joga van mindenféle elnyomó uralomtól mentesen élni, és minden népnek joga a teljes szuverenitáshoz és az összes többi nemzeti közösséggel való korlátlan egyenlőséghez.
A nemzeti szuverenitás és a teljes egyenlőség elve magában foglalja minden népünknek azt a jogát, hogy megőrizze nemzeti létének minden attribútumait, és ne csak gazdasági, hanem kulturális tevékenységét is maximálisan fejlessze. Ezen attribútumok között meghatározó szerepet játszik a horvát nép által használt nyelv nemzeti elnevezése, mert minden nemzetnek elidegeníthetetlen joga, hogy nyelvét saját nevén nevezze, függetlenül attól, hogy filológiai jelenségről van-e szó, egy külön nyelvváltozat formája vagy akár teljes egészében más nemzethez tartozik.
A nemzeti szuverenitás és a teljes egyenlőség elve magában foglalja minden népünknek azt a jogát, hogy megőrizze nemzeti létének minden attribútumait, és ne csak gazdasági, hanem kulturális tevékenységét is maximálisan fejlessze. Ezen attribútumok között meghatározó szerepet játszik a horvát nép által használt nyelv nemzeti elnevezése, mert minden nemzetnek elidegeníthetetlen joga, hogy nyelvét saját nevén nevezze, függetlenül attól, hogy filológiai jelenségről van-e szó, egy külön nyelvváltozat formája vagy akár teljes egészében más nemzethez tartozik.
Az újvidéki egyezmény jogosan deklarálta a szerb és a horvát irodalmi nyelv közös nyelvi alapját anélkül, hogy megtagadta volna azt a történelmi, kultúrtörténeti, nemzeti és politikai igazságot, hogy minden nemzetnek joga van a nemzeti és kulturális élet saját nyelvi közegéhez. Ezeket az eredményeket a forradalmi harcban népünk politikai vezetőjének, a Kommunisták Szövetségének alkotmányszövegei és programja fogalmazta meg.
Az alapelvek egyértelműsége ellenére azonban a megfogalmazás bizonyos pontatlanságai lehetővé tették, hogy társadalmi és gazdasági életünk valóságában ezeket az elveket megkerüljék, eltorzuljanak és megsértsék, tőlük szélesebb körben eltérjenek. Ismeretes, hogy hazánkban milyen körülmények között éledt újjá az etatizmus, az unitarizmus, a hegemonizmus irányzata. Velük kapcsolatban jelent meg az egységes „államnyelv” igényének koncepciója, mely szerint államszövetségünk közigazgatási központjának domináns hatása miatt ezt a szerepet a gyakorlatban a szerb irodalmi nyelvnek szánták. Az JKSZ Központi Bizottságának VIII. kongresszusa, valamint IV. és V. plénuma ellenére, amelyek napjainkban különösen hangsúlyozták a szocialista elvek fontosságát népeink és ennek megfelelően nyelveik egyenjogúságában, a közigazgatás adminisztratív apparátusában és eszközeivel. A tömegkommunikáció (szövetségi lapok, a Tanjug, JRTV közös adásokban, PTT, az államvasutak, az ún. gazdasági és politikai irodalom anyagai, filmhíradók, különféle adminisztratív formák), a JNA nyelvi gyakorlatán keresztül, a szövetségi közigazgatásban, a törvényhozásban, diplomáciában, illetve a politikai szerveződésekben az „államnyelv erőltetése tulajdonképpen ma is megvalósul”, így a horvát irodalmi nyelv elnyomódik és a helyi dialektus egyenlőtlen helyzetébe kerül.
A különösen fontos gazdasági-társadalmi reformkezdeményezések, amelyek szocialista társadalmunk lényegi sajátosságaira támaszkodnak, arra köteleznek bennünket, hogy tevékenységünk – nyelv, irodalom, tudomány és általában véve a kultúra – területén mindent megtegyünk annak érdekében, hogy szocialista rendszerünk összes kimondott alapelve az azonnali gyakorlatban megvalósuljon.
Ennek alapján az aláíró horvát kulturális és tudományos intézmények és szervezetek úgy vélik, hogy szükséges:
1) Alkotmányos szabályozással teremtsük meg a négy irodalmi nyelv: a szlovén, a horvát, a szerb és a macedón egyértelmű és kétségtelen egyenlőségét.
Ebből a célból irányadó a Jugoszláv Szocialista Szövetségi Köztársaság alkotmányának szövegének 131. paragrafusa, amelynek szövege a következő:
„A szövetségi törvényeket és a szövetségi szervek egyéb általános jogi aktusait hiteles szöveggel teszik közzé Jugoszlávia népének négy irodalmi nyelvén: szerbül, horvátul, szlovénul, macedónul. A hivatalos forgalomban a szövetség szerveinek be kell tartaniuk a jugoszláv nép minden nyelvének egyenlőségének elvét."
A megfelelő megfogalmazásnak biztosítania kell a nemzeti nyelvek jogait Jugoszláviában.
A „szerb-horvát vagy horvát-szerb nyelvről” szóló jelenlegi alkotmányos rendelkezés pontatlanságával lehetővé teszi, hogy ezt a két hasonló nevet a gyakorlatban, önmagukban szinonimákként, nem pedig egyformán, valamint más jugoszláv nemzetek nyelveivel kapcsolatban a horvát és a szerb irodalmi nyelvek egyenlőségének alapjaként értelmezzük. Ez a kétértelműség teszi lehetővé, hogy a szerb irodalmi nyelv a valóság erejével egyetlen nyelvként kényszerítse rá magát a szerbekre és horvátokra egyaránt. Hogy ez megfelel a valóságnak, azt számos példa bizonyítja, köztük a Jugoszláviai Zeneszerzők Szövetsége V. Közgyűlésének legutóbbi következtetései. Ezeket a következtetéseket úgy közölték egymás mellett a szerb, szlovén és macedón változatban, mintha horvát irodalmi nyelv egyáltalán nem létezne, vagy mintha az azonos lenne a szerb irodalmi nyelvvel.
Alulírott intézmények és szervezetek úgy vélik, hogy ez esetekben a horvát nép nem képviselteti magát, és egyenlőtlen helyzetbe kerül. Egy ilyen gyakorlatot semmi esetre sem indokolhat az az egyébként vitathatatlan tudományos tény, hogy a horvát és a szerb irodalmi nyelvnek közös nyelvi alapja van.
2) A fenti követelményeknek és magyarázatoknak megfelelően minden alkalommal biztosítani kell a horvát irodalmi nyelv következetes alkalmazását az iskolákban, az újságírásban, a közéletben és a politikai életben, a rádióban és a televízióban akkor, amikor a horvát lakosság érintett, valamint amikor a tisztviselők, tanárok a közmunkások – függetlenül attól, hogy honnan jöttek – hivatalosan annak a környezetnek az irodalmi nyelvét használják, amelyben működnek.
Jelen Nyilatkozatot benyújtjuk az Horvát Szocialista Köztársaság parlamentjének, a Jugoszláv Szocialista Szövetségi Közgyűlésének és teljes közvéleményünknek, hogy az alkotmánymódosítások előkészítése során a megfogalmazott alapelvek egyértelműen megfogalmazódjanak, és ennek megfelelően társasági életünkben teljes körűen érvényesüljenek.
- Matica hrvatska
- Horvát Írószövetség
- PEN-klub, Horvátországi Központja
- Horvát Filológusok Társasága
- Jugoszláv Tudományos és Művészeti Akadémia Filológiai Tanszéke
- Jugoszláv Tudományos és Művészeti Akadémia Kortárs Irodalom Tanszéke
- Jugoszláv Tudományos és Művészeti Akadémia Nyelvi Intézete
- Jugoszláv Tudományos és Művészeti Akadémia Irodalmi és Teatrológiai Inzézete
- Zárai Egyetem Filozófiaia Kara Kortárs Horvát-Szerb Nyelv Tanszéke
- Zágrábi Egyetem Filozófiai Kara Kortárs Horvát-Szerb Nyelv Tanszéke
- Zágrábi Egyetem Filozófiai Kara Horvát Nyelvtörténeti és Dialektológiai Tanszéke
- Zárai Egyetem Filozófiaia Kara Jugoszláv Irodalom Tanszéke
- Zágrábi Egyetem Filozófiai Kara Régi Horvát Irodalom Tanszéke
- Zágrábi Egyetem Filozófiai Kara Új Horvát Irodalom Tanszéke
- Zágrábi Egyetem Filozófiai Kara Nyelvtudományi Intézete
- Zágrábi Egyetem Filozófiai Kara Irodalomtudományi Intézete
- Zágrábi Régi Szláv Nyelv Intézet
- Horvát Műfordítók Egyesülete

## A Nyilatkozat támogatása a horvát emigrációban
A nyilatkozat a horvát emigráció körében pozitív visszhangot és támogatást váltott ki, amely kiadványaiban közölte és lefordította a világ főbb nyelveire. Karlo Mirth a nyilatkozat szövegét angolra fordította le és közzétette a Croatia Press folyóiratban (1–2/1967, 21. kötet).  1967. április 19-én tette közzé az Amerikai Horvát Akadémia az Amerikai Horvát Akadémia nyilatkozatát a zágrábi nyelvi nyilatkozatról. A nyilatkozatot a Journal of Croatian Studies (VII–VIII/1967, 195–196. o.) folyóiratban tették közzé, és ugyanebben a számban közölték a nyilatkozat angol nyelvű szövegét, melyet a Croatia Presstől vettek át. A Horvátországon kívüli legjelentősebb horvát nyelvészek közül Krste (Christopher) Spalatina fűzött a szöveghez kommentárt.
1967. április 30-án a Nyilatkozat kapcsán az emigrációban élő horvát írók és szerzők kiadták az emigrációs horvát írók és szerzők felhívását. A felhívás horvát, német és francia nyelven jelent meg a Croatian Review-ban (1967. 1-2.). Aláírói Luka Brajnović, Luka Fertilio, Alan Horić, Andrija Ilić, Nada Kesterčanek Vujica, Lucijan Kordić, Predrag Kordić, Ivo Lendić, Enver Mehmedagić, Vinko Nikolić, Borislav Maruna, Antun Nizeteo, Gracijan Raspudić, Mirko Čović, Krunoslav Draganović, Jere Jareb, Bogdan Radica, Stjepan Ratković, Franjo Trogrančić és Dušan Žanko voltak. A Nyilatkozat spanyol nyelvű fordítása jelent meg a Studia croatica folyóiratban (1967. 24–27.), az Ivo Bogdan és Zdravko Sančević által a horvát nyelvről írt megfelelő cikkek kíséretében.

## Fordítás
Ez a szócikk részben vagy egészben  a   Deklaracija o nazivu i položaju hrvatskog književnog jezika című horvát Wikipédia-szócikk ezen változatának fordításán alapul.  Az eredeti cikk szerkesztőit annak laptörténete sorolja fel. Ez a jelzés csupán a megfogalmazás eredetét és a szerzői jogokat jelzi, nem szolgál a cikkben szereplő információk forrásmegjelöléseként.